# Tim Young (basket-ball)
Pour les articles homonymes, voir Young et Tim Young.
Tim Aaron Young, né le 6 février 1976 à Santa Cruz en Californie, est un ancien joueur américain de basket-ball ayant évolué au poste de pivot.